# Келли, Клои
Клои Мэгги Келли (англ. Chloe Maggie Kelly; родилась 15 января 1998, Лондон) — английская футболистка, нападающая женской команды «Манчестер Сити» и женской сборной Англии. Во второй половине сезона 2024/25 выступает на правах аренды за «Арсенал».

## Клубная карьера
23 июля 2015 года Келли дебютировала в основном составе женской команды «Арсенала» в матче Кубка Женской футбольной лиги против «Уотфорда», забив в этой встрече гол. В феврале 2016 года подписала свой первый профессиональный контракт.
В июне 2016 года отправилась в аренду в «Эвертон». Впоследствии вернулась в «Арсенал», но затем повторно отправилась в аренду в «Эвертон».
В январе 2018 года Келли перешла в «Эвертон» на постоянной основе, подписав с командой контракт до лета 2020 года.
В сезоне 2019/20 Клои забила девять голов в 12 играх за «Эвертон» и помогла клубу подняться в таблице на шестое место. Она стала лучшим бомбардиром «Эвертона».
В июне 2020 года Келли покинула «Эвертон», отказавшись от нового контракта.
3 июля 2020 года Келли подписала двухлетний контракт с «Манчестер Сити». В своем дебютном сезоне Клои забила 16 голов и отдала 14 результативных передач.
2 мая 2021 года Келли получила травму передней крестообразной связки колена в игре против «Бирмингем Сити», забив два гола в первом тайме. Она забила десять голов и отдала одиннадцать результативных передач в течение сезона до своей травмы.
10 февраля 2022 года Келли продлила контракт с клубом на три года.
30 января 2025 года было объявлено, что Келли присоединится к «Арсеналу» на правах аренды до конца сезона.

## Карьера в сборной
В 2014 году Келли в составе сборной Англии до 17 лет сыграла на чемпионате Европы среди девушек до 17 лет, который прошёл в Англии.
В августе 2018 года в составе сборной Англии до 20 лет сыграла на чемпионате мира среди девушек до 20 лет, который прошёл во Франции.
8 ноября 2018 года Келли впервые сыграла за первую женскую сборную Англии, выйдя на замену Тони Дагган в товарищеском матче против сборной Австрии в Вене.

## Личная жизнь
В июле 2024 года Келли вышла замуж за своего давнего друга Скотта Мура.